# Прапор Нідерландів
Прапор Нідерландів — державний прапор Королівства Нідерланди. Є полотнищем, що складається з трьох горизонтальних смуг червоного (верхня), білого (середня) і синього (нижня) кольорів. Відношення ширини прапора до довжини — 2:3.
Спочатку прапором республіки, офіційно затвердженим в 1599 році, став прапор принца Оранського з його родовими барвами: помаранчевим, білим і синім. Перед тим морські гези користувалися 6-9 смуговими прапорами з тим же поєднанням кольорів. Але в 1630 році, унаслідок революційних подій, помаранчева монархічна смуга була замінена на червону. Цей прапор зберігся як державний навіть після проголошення Нідерландів монархією в 1815 році.
Вважається, що заміна на прапорі помаранчевого кольору на червоний мала також практичне значення: помаранчевий колір на морських прапорах швидше вигоряє, ніж червоний. В дні свят помаранчевий вимпел королівської династії як і раніше піднімається над державним прапором.

### Прапор принца

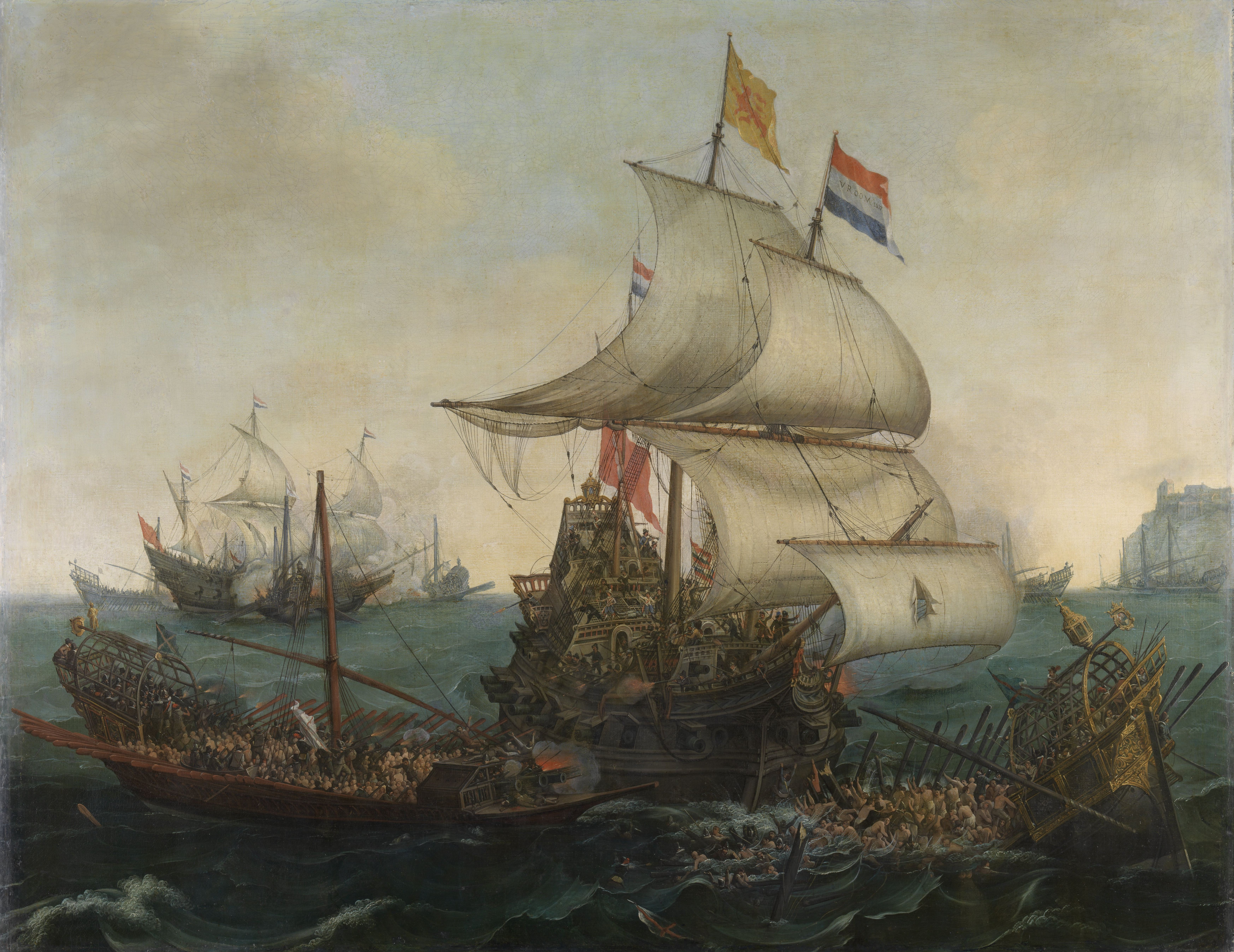
Голландські кораблі таранять іспанські галери біля узбережжя Англії, 3 жовтня 1602 (1617)

Прапор принца (1570-ті–1652)

### Statenvlag

' (1652–1795)

Кажуть, що червоно-біло-синій трисмуговий прапор, який використовувався в XVII столітті, вплинув на дизайни російського прапора та французького прапора. У свою чергу, ці два прапори пізніше вплинули на багато інших.

### Прапор Батавської республіки

Прапор Батавської республіки (1796–1806)

Після Батавської революції в Нідерландах в останньому десятилітті XVIII століття та подальшого завоювання французами «Прапор принца» був заборонений, а червоно-біло-синій прапор Statenvlag був єдиним дозволеним прапором, подібним до цього був власний триколор Франції, обраний лише кілька місяців тому, за іронією долі під впливом тієї самої Statenvlag. У 1796 червоний колір прапора було прикрашено фігурою нідерландської дівчини з левом біля її ніг у верхньому лівому куті. В одній руці вона тримала щит із римськими фасціями, а в іншій — спис, увінчаний ковпаком свободи. Цей прапор мав таке ж коротке життя, як прапор Батавської республіки, для якої він був створений.
Людовик Бонапарт, якого його брат імператор Наполеон зробив королем Голландії, бажав проводити суто нідерландську політику і якомога більше поважати національні почуття. Він зняв із прапора діву свободи і відновив старий триколор. Однак його проголландська політика призвела до конфліктів з його братом, і Нідерланди були включені до складу Французької імперії. У 1810 році її прапор замінили імператорські герби.